# Grupo Folclórico Ucraniano Barvinok (Curitiba)
El Grupo Folclórico Ucraniano Barvinok es una asociación cultural de la ciudad de Curitiba, en Brasil.
Fue fundado en 1930 y es el grupo folclórico ucraniano más antiguo del país. Pertenece a la Sociedad Ucraniana de Brasil (SUBRAS).
Cuenta con más de 200 miembros que se dividen en el coro y dos grupos de baile: juveniles y adultos. Tiene como objetivo la preservación y divulgación del folclore ucraniano a través de sus danzas y canciones.
El grupo forma parte de la Representación Central Ucraniano-Brasileira, una organización sin fines de lucro que nuclea a diversas asociaciones de la diáspora ucraniana en Brasil.
En idioma ucraniano, Barvinok (Барвінок) hace referencia a Vinca minor, una planta con flores pequeñas y vistosas, comúnmente de color azul o violeta. Es un símbolo de juventud, pureza y amor eterno en la tradición ucraniana. A menudo aparece en canciones, poesía y ornamentos folclóricos. 
Tuvieron a su cargo la organización de la XVII edición del Festival Nacional de Danzas Ucranianas en el año 2010 en la ciudad de Curitiba.

## Historia
En 1922 se forma la Sociedad Ucraniana de Brasil (SUBRAS) en la ciudad de Mallet, Estado de Paraná. En 1923 se traslada a la localidad de União da Vitória y en 1930 es creado el Grupo Folclórico Ucraniano Barvinok, como un Departamento de la SUBRAS. Es considerado el grupo folclórico ucraniano más antiguo de Brasil. El grupo es oficializado en 1959, durante el primer Festival Folclórico y de Etnias de Paraná.
En 1988 participan de las conmemoraciones por el "Milenio de Cristianización en Ucrania" en Estados Unidos y Canadá, representando a la comunidad ucraniana brasileña. Se presentaron en Chicago, Detroit, Nueva York, Washington, Cleveland, Pittsburg, Toronto, Hamilton y Montreal.
Entre 1992 y 2007, participaron de siete ediciones del Middfest International, un evento cultural anual  que ofrece una experiencia global de música, danza, comida, artesanía y encuentros con personas. Se realiza en la ciudad de Middletown, Ohio, en los Estados Unidos.
Participan activamente cada año del Festival Nacional de Danzas Ucranianas. Tuvieron a su cargo la organización de este festival en la ciudad de Curitiba en el año 2010. El objetivo del mismo es preservar las tradiciones culturales y fomentar la integración entre los grupos folclóricos. Este festival es apoyado por la Asociación de la Juventud Ucraniano-Brasileña.
En sus primeras ocho ediciones, el evento se llamó Festival Nacional de Danza Ucraniana Hopak, ya que todos los grupos presentaban esta danza emblemática. A partir de 2002, pasó a denominarse Festival Nacional de Danzas Ucranianas, permitiendo que cada grupo presente diferentes danzas representativas de diversas regiones de Ucrania, ofreciendo un espectáculo variado y culturalmente enriquecedor.